# Ernst Deger

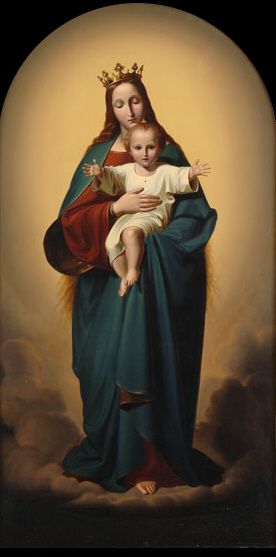
Madonnan med barnet av Ernst Deger

Ernst Deger, född 15 april 1809 i Bockenem, vid Hildesheim, död 27 januari 1885 i Düsseldorf, var en tysk målare.
Han kom 1828 till akademien i Berlin, men flyttade redan 1829 till Düsseldorf och ingick där i Friedrich Wilhelm von Schadows skola, inom vilken han blev det religiösa måleriets huvudman. Efter att ha målat åtskilliga tavlor i olja, företrädesvis madonnor, bland annat Madonnan med barnet i Andreaskyrkan i Düsseldorf, fick han jämte Franz Ittenbach och bröderna Karl och Andreas Müller uppdrag av greve von Fürstenberg att med fresker pryda den nya Apollinariskyrkan vid Remagen. Sedan de för detta ändamål studerat fyra år i Rom, påbörjade de med arbetet, som pågick 1843-51. Omedelbart därefter övertog Deger ett annat arbete av monumental karaktär, nämligen utförandet av de bibliska freskerna i slottet Stolzenfels’ kapell. Efter dessas fullbordande återgick han till oljemålningen. En inte ringa del av hans kompositioner är av framstående mästare stucken i koppar.